# Dialium englerianum
Dialium englerianum là một loài thực vật có hoa trong họ Đậu. Loài này được Henriq. miêu tả khoa học đầu tiên.